# Martin Kulha
Martin Kulha (né le 7 août 1976 dans la ville de Poprad en Tchécoslovaquie) est un joueur professionnel slovaque de hockey sur glace.

## Carrière en club
Il commence sa carrière en 1995 en jouant pour l'équipe de sa ville natale le HK ŠKP Poprad en Extraliga Slovaque. Il joue également la même année avec l'équipe MsHK Zilina en 1.liga. En 1997, il joue toujours pour le HK ŠKP Poprad en Slovaquie mais joue aussi pour le SK Matador Puchov en 1.liga avec lesquelles il ne reste qu'un an. Il poursuit avec le HK ŠKP Poprad jusqu'en 2001 ou il passa chez le HC Slovan Bratislava de 2002 à 2011.
En 2006, alors qu'il joue toujours chez le HC Slovan Bratislava il commence une carrière internationale avec l'équipe nationale de Slovaquie, il y reste jusqu'en 2008 et continue avec le HC Slovan Bratislava jusqu'en 2011.
En 2011-2012, il revient chez le HK ŠKP Poprad puis part en Ukraine chez le HK Berkout Kiev. En 2013 il revient en Slovaquie avec le HK 36 Skalica mais joue aussi en Roumanie avec le HSC Csíkszereda.
Il arrive en France pour la saison 2014-2015 avec les Boxers de Bordeaux en Division 1 où il fut sacré champion. L'année suivante, il part chez les Sangliers Arvernes de Clermont alors en Division 2. L'équipe est sacrée championne et monte en Division 1. En 5 ans au club il connaît 2 montées de Division 2 à Division 1, l'équipe ayant du mal à se stabiliser à l'échelon supérieur.
À 44 ans, il quitte Clermont pour rejoindre les Ours de Villard-de-Lans pour la saison 2020-2021.